# Euonymus lawsonii
Euonymus lawsonii là một loài thực vật có hoa trong họ Dây gối. Loài này được C.B.Clarke ex Prain mô tả khoa học đầu tiên năm 1904.